# اچ‌ام‌اس گریهوند (۱۹۰۰)

{{Infobox ship characteristics
اچ‌ام‌اس گریهوند (۱۹۰۰) (به انگلیسی: HMS Greyhound (1900)) یک کشتی بود که طول آن ۲۱۴ فوت ۶ اینچ (۶۵٫۳۸ متر) Length overall بود. این کشتی در سال۱۹۰۰ (میلادی)|۱۹۰۰]] ساخته شد.